# Llista blanca
Una llista blanca, llista d'aprovació o Whitelist en anglès és una llista o registre d'entitats que, per una raó o altra, poden obtenir algun privilegi particular, servei, mobilitat, accés o reconeixement. Per contra la llista negra o  blacklisting  és la compilació que identifica qui es deneguen, no reconeguts o obstaculitzats.

## Llistes blanques d'aplicacions
Una tendència emergent en el combat de Virus informàtics i malware és la utilització de llistes blanques d'aplicacions o programes informàtics considerats segurs per a ser executats, bloquejant els altres. Alguns consideren aquesta tendència com una seguretat superior basada en signatura digital que millora la seguretat dels antivirus, basada generalment en llistes negres.
Aquests programes disposen d'un sistema de control administratiu sobre la llista blanca per prevenir la inclusió de possibles malware però ells no poden aturar els processos que ja estan corrent que podrien arribar a obtenir accés privilegiat (i, per tant passen per sobre del control de llista blanca).

## Llistes Robinson
- Les llistes Robinson són un tipus de llista blanca: llistes de persones que no desitgen rebre publicitat no sol·licitada i són vàlides per al correu postal o electrònic, missatges SMS, telèfon i fax. En aquells països en què hi ha l'empresariat s'ha compromès a respectar aquest desig. Alguns critiquen l'existència de tals llistes amb l'argument que la publicitat pot ser enviada només a les persones que expressament la sol·liciten.